# ハワイ共和国

ハワイ共和国
Republic of Hawaiʻi (英語)
'Lepupalika ʻo Hawaiʻi (ハワイ語)

国の標語: Ua Mau ke Ea o ka ʻĀina i ka Pono（ハワイ語）
大地の生命は正義によって保持される国歌: Hawaiʻi ponoʻī（ハワイ語）
ハワイ・ポノイ
ハワイ共和国の位置

ハワイ共和国（ハワイきょうわこく、英語: Republic of Hawaii ハワイ語: Lepupalika ʻo Hawaiʻi）は、1894年にハワイ語でハオレ（haole）と呼ばれる白人らによって樹立された国である。サンフォード・ドールなどアメリカ移民がハワイ王国のカラカウア王朝に対して革命を起こして成立させたため傀儡政権と見なされている。ハワイ併合によりハワイ準州 (Territory of Hawaii) に移行した。

## 歴史

### ハワイ王国の終焉
ハワイではカラカウアの治世期にあたる1887年に、白人秘密結社による強権的な改憲運動が起こり、王権を制限する1887年憲法（通称銃剣憲法）が成立した。
カラカウアを継いだリリウオカラニは、1893年1月14日、1887年憲法を否定して王権を強化し、事実上白人住民の選挙権を制限する新憲法を公布した。当時、親米的な白人の政治家や商人は併合クラブ（Annexation Club）を組織して秘密裏に活動しており、これを母体に欧米人の砂糖耕地主、キリスト教宣教師の末裔、欧米人資本家を代表する安全委員会（the Committee of Safety）が組織されていた。
1月14日夜にはこれらの白人集団が先導し、合衆国ハワイ公使ジョン・スティーブンズが加担するクーデターが発生。アメリカ海軍艦USSボストンは、首謀者サンフォード・ドールとロリン・A・サーストンを保護する名目でホノルルに到着した。

### 暫定政権の樹立
1893年1月17日、安全委員会（the Committee of Safety）は王政の廃止と暫定政府樹立を宣言した。
暫定政府は最初にアメリカ合衆国政府と併合を交渉するために、ワシントンにサーストンを団長とする派遣団を派遣した。1893年2月14日にアメリカ合衆国とハワイ暫定政府の間で調印された併合条約（第一次）はアメリカ議会の承認を得ることができず、3月4日に新大統領に就任したグローバー・クリーブランドは併合条約に反対したため不成立となった。
クリーブランドはハワイで起こった革命を問題視し、調査のためジェイムズ・A・ブラウント大佐をハワイへ派遣し、1893年7月17日に報告書を提出した。国務長官ウォルター・グレシャムはハワイ公使ジョン・スティーブンズの行動について報告を受けており女王復位のための軍事介入も考えていたが、司法長官リチャード・オルニーは議会の同意が得られず政権にも有益でないと反論したため外交的手段を取ることになった。
1893年10月18日にクリーブランド政権は女王復位案を確認し、復位実現のために譲れない条件としてリリウオカラニに対して敵対行動に参加した者すべてに完全な大赦を与えるよう求めたが、リリウオカラニは法の拘束があり要請には応えられないと応答した。また暫定政府大統領となっていたドールは内政干渉であるとしてリリウオカラニの復位を拒否した。1893年12月18日、クリーブランド大統領は演説で併合に反対する根拠を述べたが、大赦などの条件が女王に受け入れられないとし、この件を議会の決定に委ねるとした。

### 共和国の成立と併合
翌1894年7月4日、ドールはハワイ共和国の成立を宣言し、同国の最初で最後の大統領となった。1895年1月に王党派による最後の大規模な武力蜂起が起きたが鎮圧され、1月16日にはリリウオカラニも私邸から大量の武器が発見されたという理由で逮捕され、廃位された。ドールはハワイをアメリカ合衆国に併合する条約を作り、この条約が成立したときハワイ準州 (Territory of Hawaii) の初代知事に任命された。
1898年8月12日、時のアメリカ合衆国大統領ウィリアム・マッキンリーはハワイのアメリカ合衆国領への編入を宣言し、同日、イオラニ宮殿に掲げられていたハワイ王国国旗が降ろされて星条旗が揚げられた。これによりハワイはアメリカ合衆国の準州として編入され、王国の約100年間の歴史は完全に幕を閉じた。

## 歴代大統領
| 代 | 氏名                 | 氏名 | 在職期間      |
| -- | -------------------- | ---- | ------------- |
| 1  | サンフォード・ドール |      | 1894年-1898年 |